# Assedio di Tortona (1734)
L'assedio di Tortona avvenne nel gennaio 1734, per mano degli alleati franco-sardi contro la città fortificata di Tortona, nel Ducato di Milano, presidiata dagli austriaci nel corso della guerra di successione polacca.

## Premesse
Nel tardo ottobre del 1733 l'esercito congiunto sabaudo e francese al comando del re di Sardegna Carlo Emanuele, aveva invaso il ducato di Milano, possedimento austriaco. Il governatore austriaco Wirich Von Daun visto l'esiguo numero delle forze a sua disposizione aveva deciso di non ingaggiare battaglia col nemico e dopo aver fornito Milano, Pizzighettone, Novara, e Tortona di poche truppe per la loro difesa si era avviato verso Mantova. Carlo Emanuele dopo aver occupato le sguarnite Vigevano e Pavia aveva mandato alcuni suoi sottoposti a bloccare varie città fortificate del Milanese, tra questi il maresciallo di campo marchese della Perosa, inviato il 28 ottobre da Mortara verso Tortona, al comando di 4 battaglioni, per bloccare la città-fortezza. Mentre Carlo con l'esercito principale alleato si era diretto verso Pizzighettone dove aveva iniziato l'assedio alla città, e stabilito il suo quartier generale. Alcuni giorni dopo era arrivato il generale francese, il maresciallo Villars. Il 9 dicembre la città era capitolata e ora gli alleati avanzavano verso Milano, dove la guarnigione di 1500 uomini del castello (la più numerosa tra tutte le città del ducato), al comando del marchese Visconti, resisteva. L'assedio del castello era durato da dicembre a gennaio. Dopo la resa della capitale ducale gli alleati si divisero andando a conquistare le città rimaste della Lombardia austriaca. Novara si era arresa il 7 gennaio e ora l'unica città importante della Lombardia occidentale in mano austriaca era Tortona.

### L'assedio a Serravalle Scrivia
In un grande consiglio di guerra, tenuto dal Carlo Emanuele con Villars a Milano, si decise di dare inizio all'assedio di Tortona. Il Marchese Maillebois con 10 battaglioni francesi, 6 battaglioni piemontesi, 6 squadroni, si diresse verso la città fortificata. L'artiglieria prima utilizzata contro Novara fu avviata verso Tortona. Il capo del genio francese, il generale De la Blottiere, ispezionando la città, dichiarò che l'assedio era fattibile. Intanto era stato condotto l'assedio di Serravalle, sullo Scrivia. La città contava circa 2 000 abitanti ed oltre al vecchio castello era difesa dal forte di Solesso. Era importante strategicamente in quanto collegava la Repubblica di Genova con il Ducato di Milano. Il marchese d'Ahsfeld affidò l'attacco di questo castello all'ufficiale del genio Triayre. La guarnigione di soli 150 uomini fu catturata il 5 gennaio. Questo fatidico evento fece accrescere il desiderio nel Marchese di Maillebois di iniziare immediatamente l'assedio a Tortona.

## L'assedio
La città che contava 8 000 abitanti, posizionata sullo Scrivia, non era molto fortificata all'epoca, ma aveva una forte cittadella. Il sergente colonnello Barone Stentích comandava i 1400 uomini a guarnigione della città, mentre il barone d'Hers beins era il governatore. L'assedio di questa fortezza si profilava difficile: la stagione era molto rigida e il terreno era coperto di neve profonda. Il trasporto dell'artiglieria fu molto travagliato perché il ghiaccio sulle strade si rompeva al suo passaggio. Nella notte tra le 21 e le 22 gennaio Maillebois, superate tutte le difficoltà del trasporto, aprì trincee a sinistra del castello, a 3-400 piedi di distanza da esso, dove erano disposti 12 cannoni pesanti e 6 mortai. Che il 22-23 febbraio aprirono il fuoco. L'obiettivo era quello di risparmiare qualche bomba, che avrebbe comunque già sostanziali danni. Al suo ritorno il governatore austriaco alla fortezza dichiarò l'impossibilità di difendere la città con le poche truppe a disposizione. Nella notte tra il 23 e il 24 i lavori proseguirono sia nel castello che nella città. Le batterie che erano state avviate in precedenza erano troppo lontane dalla città per costituire una seria minaccia. Fu quindi necessario aprire nuove trincee contro la città, dove fu installata alle sette del mattino del 25 gennaio una batteria di 6 cannoni e 6 mortai. Dopo 10 cannonate sventolò la bandiera bianca in città. Il governatore concluse un cessate il fuoco alle 4:20, e si ritirò il 26 gennaio nel castello. La città venne occupata dagli alleati. Contemporaneamente venne stipulato un trattato tra il comandante imperiale e il marchese Maillebois, secondo il quale dalla parte della città non doveva avvenire un attacco contro il castello, né la città doveva essere attaccata dal castello. Nella notte tra il 25 e il 26, una trincea lunga 250 metri venne scavata sulla destra della Porta d'Alessandria da un centinaio di operai. Un secondo attacco avvenne contro la facciata del castello dall'altro lato della città. Ma non vi fu fatta alcuna trincea, gli alleati posero le loro batterie sul crinale delle colline della città. Il freddo intenso, la neve profonda resero questo lavoro molto difficile. Nelle notti successive i lavori proseguirono: vennero allestite batterie da 25 pezzi, e nella notte tra il 30 e il 31 gennaio si aprì il secondo parallelo sotto il fuoco particolarmente feroce degli assediati. Intorno al 1º febbraio iniziò il fuoco di trenta cannoni, che continuò nei giorni successivi. La quantità di neve caduta ostacolò il lavoro delle artiglierie e i soldati durante la notte soffrirono di problemi di congelamento. Il 25 febbraio Maillebois costruì circa 20 caserme dietro una collina per alloggiare a turno metà delle proprie truppe, e per tenere alto il morale i generali stavano in trincea. Otto giorni dopo MailleBois chiese rinforzi a sei battaglioni. Il 3 febbraio iniziò il fuoco congiunto di 33 cannoni e 14 battaglioni contro il castello. Nella notte tra il 3 e il 4 Maillebois stabilì il suo quartier generale all'interno della città. Con il migliore del tempo l'efficacia dell'artiglieria aumentò e il 4 gennaio iniziò a profilarsi una breccia, che si aprì il giorno dopo. Il giorno dopo apparì la bandiera bianca dalle mura. Fu concesso l'onore delle armi, e il 9 febbraio la guarnigione rimasta di 1200 uomini, con 4 cannoni e 2 mortai, ebbe il permesso di trasferirsi sotto scorta a Mantova.